# Плебанка (гміна Александрув-Куявський)
Плебанка (пол. Plebanka) — село в Польщі, у гміні Александрув-Куявський Александровського повіту Куявсько-Поморського воєводства.
Населення — 242 особи (2011).
У 1975-1998 роках село належало до Влоцлавського воєводства.

## Демографія
Демографічна структура станом на 31 березня 2011 року:
|          | Загалом | Допрацездатний вік | Працездатний вік | Постпрацездатний вік |
| -------- | ------- | ------------------ | ---------------- | -------------------- |
| Чоловіки | 114     | 28                 | 78               | 8                    |
| Жінки    | 128     | 21                 | 81               | 26                   |
| Разом    | 242     | 49                 | 159              | 34                   |